# X-Factor (lucha libre)
X-Factor fue un equipo   lucha libre profesional stable en la  World Wrestling Federation  (WWF) dirigido por  X-Pac que contó con Justin Credible y  Albert.
La facción tuvo cierto éxito, con X-Pac ganando el WWF Light Heavyweight Championship dos veces, el  WCW Cruiserweight Championship una vez y Albert ganando el WWF Intercontinental Championship una vez.

## Historia
La facción se formó en el episodio del 12 de febrero de 2001 de  Raw is War cuando Justin Credible hizo su debut en el WWF, salvando a  X-Pac de un ataque del rival Chris Jericho. X-Pac y Credible formaron un tag team, y poco después,  Albert se unió a la facción como su enforcer.
En  Backlash 2001, en abril, X-Pac y Credible derrotaron a Dudley Boyz después de que Albert atacara a  D-Von.  También perdieron contra Hardy Boyz en  Insurrextion en mayo de 2001, y más tarde ese mes, compitieron en un tag team turmoil match que fue ganado por Chris Benoit y Chris Jericho. X-Pac perdió ante Jeff Hardy y Credible perdió ante Matt Hardy en tag team turmoil para el Light Heavyweight Championship y el  European Championship respectivamente en el Ring of the Ring.  La noche siguiente en  Raw , sin embargo, X-Pac derrotó a Jeff Hardy para ganar el Light Heavyweight Championship. Tres días después en   SmackDown! , Albert derrotó a Kane en un No Disqualification match para ganar el Intercontinental Championship.
El 9 de julio, The Alliance se estableció, y Credible se unió a ella, representando  ECW, mientras que X-Pac y Albert se mantuvieron leales a la WWF.  A pesar de representar al rostro de WWF contra el talón Alliance, X-Pac y Albert en su mayor parte, lucharon como rudos, compitiendo contra y peleando con sus compañeros superestrellas de WWF. Albert perdió el Intercontinental title  de Lance Storm el 23 de julio. El 30 de julio, X-Pac se convirtió en la primera persona reconocida por WWE en celebrar el  WCW Cruiserweight y el WWF Light Heavyweight simultáneamente al derrotar a Billy Kidman.  Perdió el Campeonato de peso semipesado a  Tajiri el 6 de agosto, aunque lo ganó menos de dos semanas después en el  SummerSlam pay-per-view debido a una distracción de Albert. Con solo dos miembros se fueron, la facción se desvaneció gradualmente cuando X-Pac sufrió una lesión en octubre de 2001, mientras que Albert formó un Nuevo  equipo  con Scotty 2 Hotty.

## Campeonatos y logros
- World Wrestling Federation
  - WWF Intercontinental Championship (1 vez) – Albert[5]
  - WCW Cruiserweight Championship (1 vez) – X-Pac[7]
  - WWF Light Heavyweight Championship (2 veces) – X-Pac[4][9]